# محمدرضا امین ناصری
محمدرضا امین ناصری (۱۳۳۱ - ۱۴۰۰) پژوهشگر ایرانی و استاد گروه مهندسی صنایع دانشگاه تربیت مدرس بود. او تا سال ۱۳۹۶ مسئولیت معاونت فرهنگی دانشگاه تربیت مدرس را بر عهده داشت.

## نمایندگی مجلس
او نماینده دوره اول مجلس شورای اسلامی از حوزه انتخابیه گیلان (آستانه اشرفیه) با تعداد آرای ۱۳،۸۴۴ (درصد آرا: ۶۳.۲۰) بود.